# Gabriel N'Gandebe

a Compétitions nationales et continentales officielles uniquement.

b Matchs officiels uniquement.
Dernière mise à jour le 15 décembre 2020.
Gabriel N'Gandebe né le 30 mars 1997 à Douala (Cameroun), est un joueur franco-camerounais de rugby à XV jouant au poste d'ailier au Montpellier HR depuis 2017.
Avec le Montpellier HR, il remporte le Challenge européen en 2021 et devient champion de France en 2022. 

## Biographie

### Jeunesse et formation
Natif de Douala au Cameroun, Gabriel N'Gandebe arrive en France à l’âge de 9 ans. Habitant à La Courneuve, il découvre le rugby au collège, à l'UNSS. Il rejoint ensuite le club de rugby de l'AC Bobigny, puis le RC Massy.
Surclassé, il s'illustre en rugby à sept avec France 7 développement puis en 2016 avec l'équipe de France de rugby à XV des moins de 20 ans lors du tournoi des 6 nations de la catégorie, ce qui suscite l'attention des clubs professionnels. Parallèlement, il débute en Fédérale 1 en 2016 avec Massy contre le club de Tyrosse en avril 2016.

### Carrière professionnelle
En juin 2017, il rejoint le Montpellier Hérault rugby et signe un contrat de trois ans avec le club héraultais. Il débute en Top 14 avec le club montpelliérain lors de la réception d'Oyonnax le 2 septembre 2017.
Titularisé pour la première fois le 18 novembre 2017, lors de la 10e journée de Top 14, Gabriel N'Gandebe marque son premier essai avec le club montpelliérain à la 29e minute du match Montpeller-Stade toulousain (32-22).
En 2020, il est appelé pour la première fois dans le groupe de l'équipe de France pour préparer le Tournoi des Six Nations à la suite de la prise de fonction du nouveau sélectionneur Fabien Galthié.
Durant la saison 2021-2022, son club termine à la deuxième place de la phase régulière et se qualifie donc pour les phases finales. Lors de la demi-finale, il est remplaçant et entre en jeu à la place de Jan Serfontein. Le MHR et bat l'Union Bordeaux Bègles, se qualifiant ainsi pour la finale. Le 24 juin 2022, il est de nouveau remplaçant lors de la finale du Top 14 face au Castres olympique. Il remplace une nouvelle fois Serfontein et les siens s'imposent sur le score de 29 à 10,. Il remporte ainsi son deuxième titre avec le club héraultais, après le Challenge européen l'an passé. Cette saison 2021-2022, il joue 23 matchs toutes compétitions confondues et marque 3 essais.

## Palmarès
- Montpellier HR
  - Finaliste du Championnat de France en 2018
  - Vainqueur du Challenge européen en 2021
  - Vainqueur du Championnat de France en 2022